# Grębanin
Grębanin – wieś w Polsce położona w województwie wielkopolskim, w powiecie kępińskim, w gminie Baranów.
Leży w pobliżu drogi krajowej nr 39 Baranów-Brzeg i nieczynnej linii kolejowej Kępno-Namysłów, ok. 3 km od Kępna i ok. 40 km na południe od Ostrowa Wielkopolskiego. We wsi znajduje się szkoła podstawowa.
W latach 1975–1998 miejscowość administracyjnie należała do województwa kaliskiego.

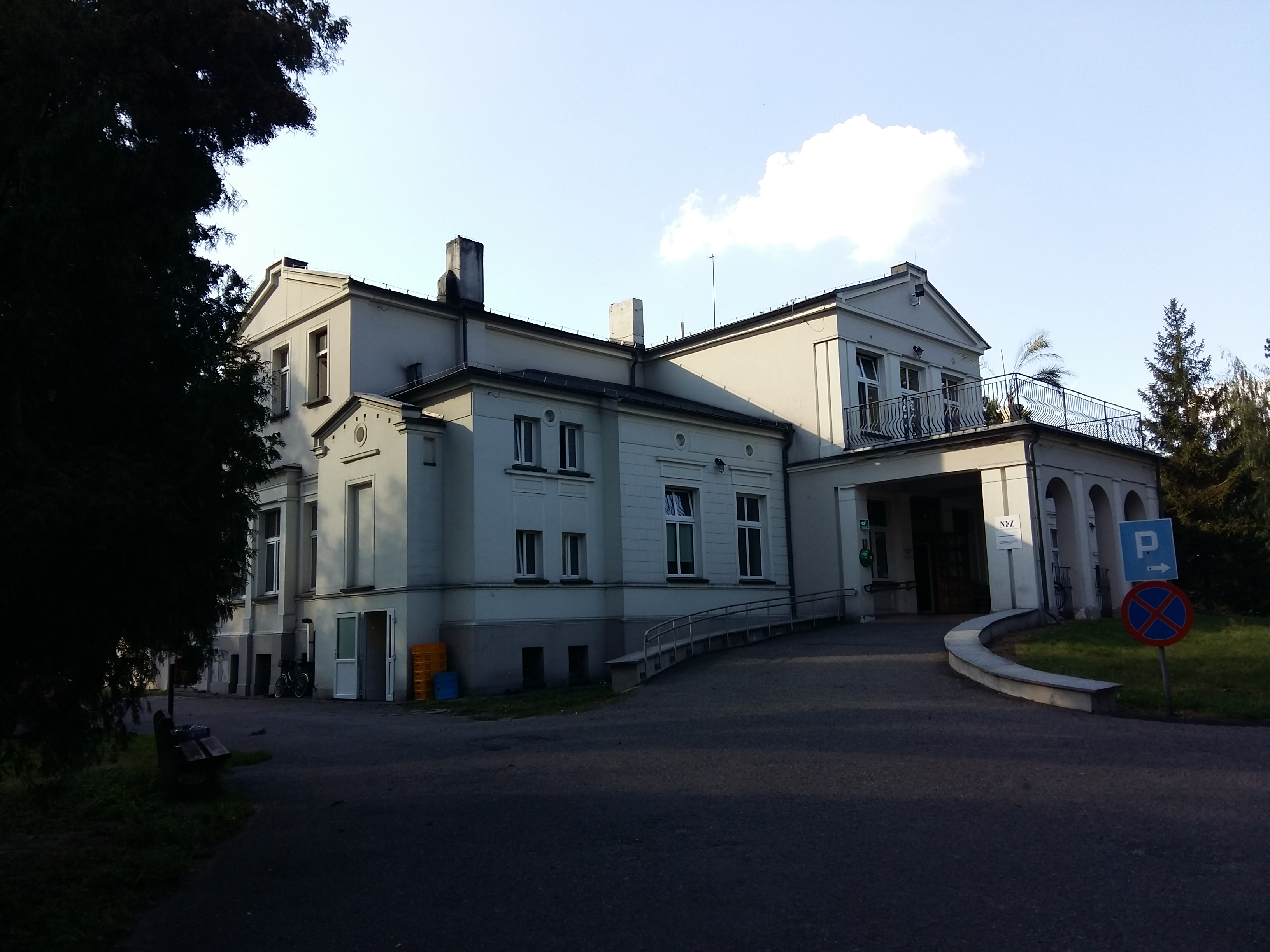
Pałac w Grębaninie

## Nazwa
W księdze łacińskiej Liber fundationis episcopatus Vratislaviensis (pol. Księga uposażeń biskupstwa wrocławskiego) spisanej za czasów biskupa Henryka z Wierzbna w latach 1295–1305 miejscowość wymieniona jest w zlatynizownej formie Grabanino.

## Zabytki
- kościół z XVII wieku, drewniany, odnowiony i rozbudowany w XIX wieku
- grób Hawryło Hołubka, Kozaka poległego w 1588 roku w bitwie pod Byczyną
- pałac z parkiem krajobrazowym z licznymi pomnikami przyrody
- dom Piotra Potworowskiego
- cis pospolity (pomnik przyrody)